# St. Maria Magdalena (Ettenhausen an der Nesse)

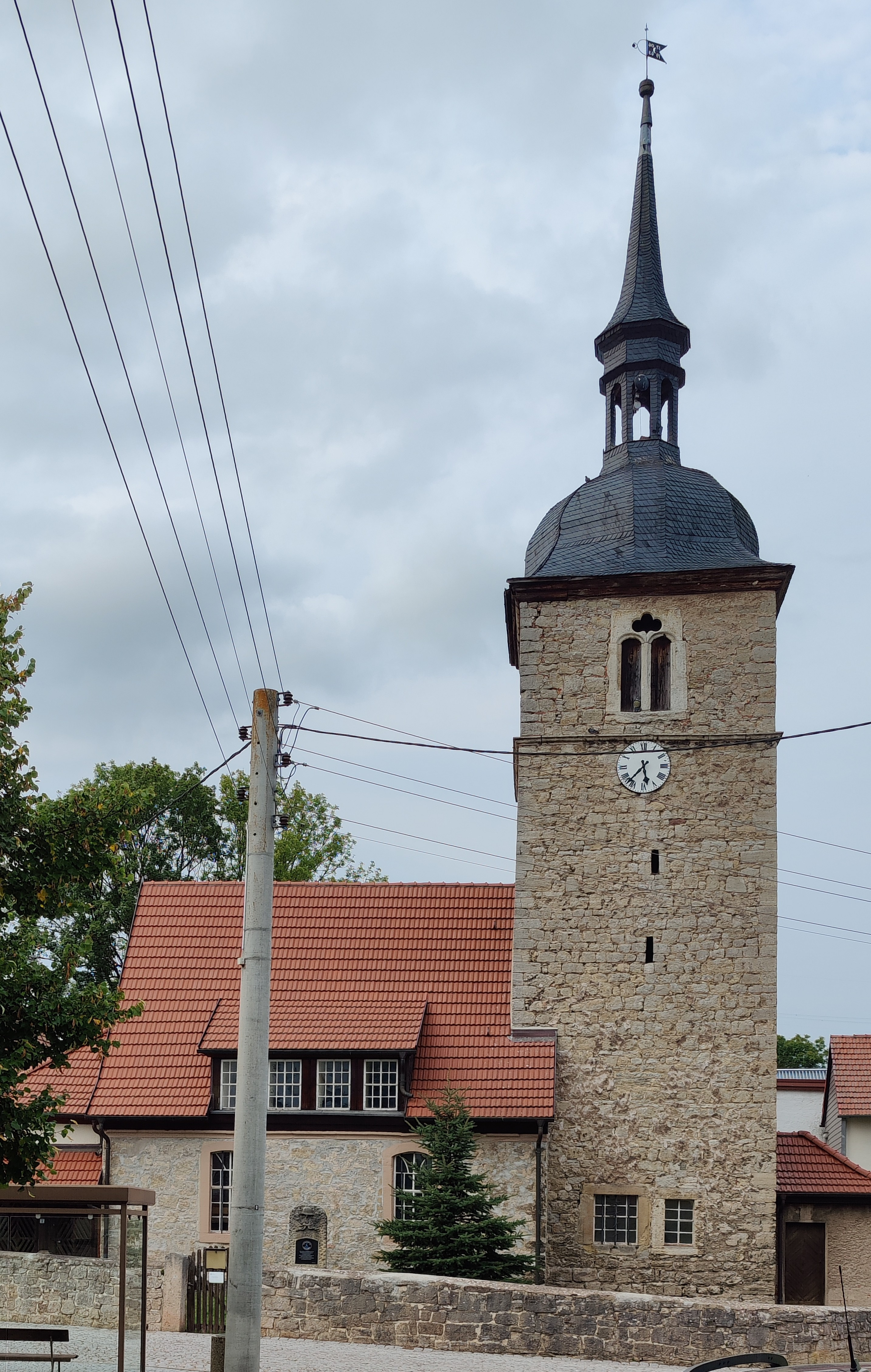
St. Maria Magdalena

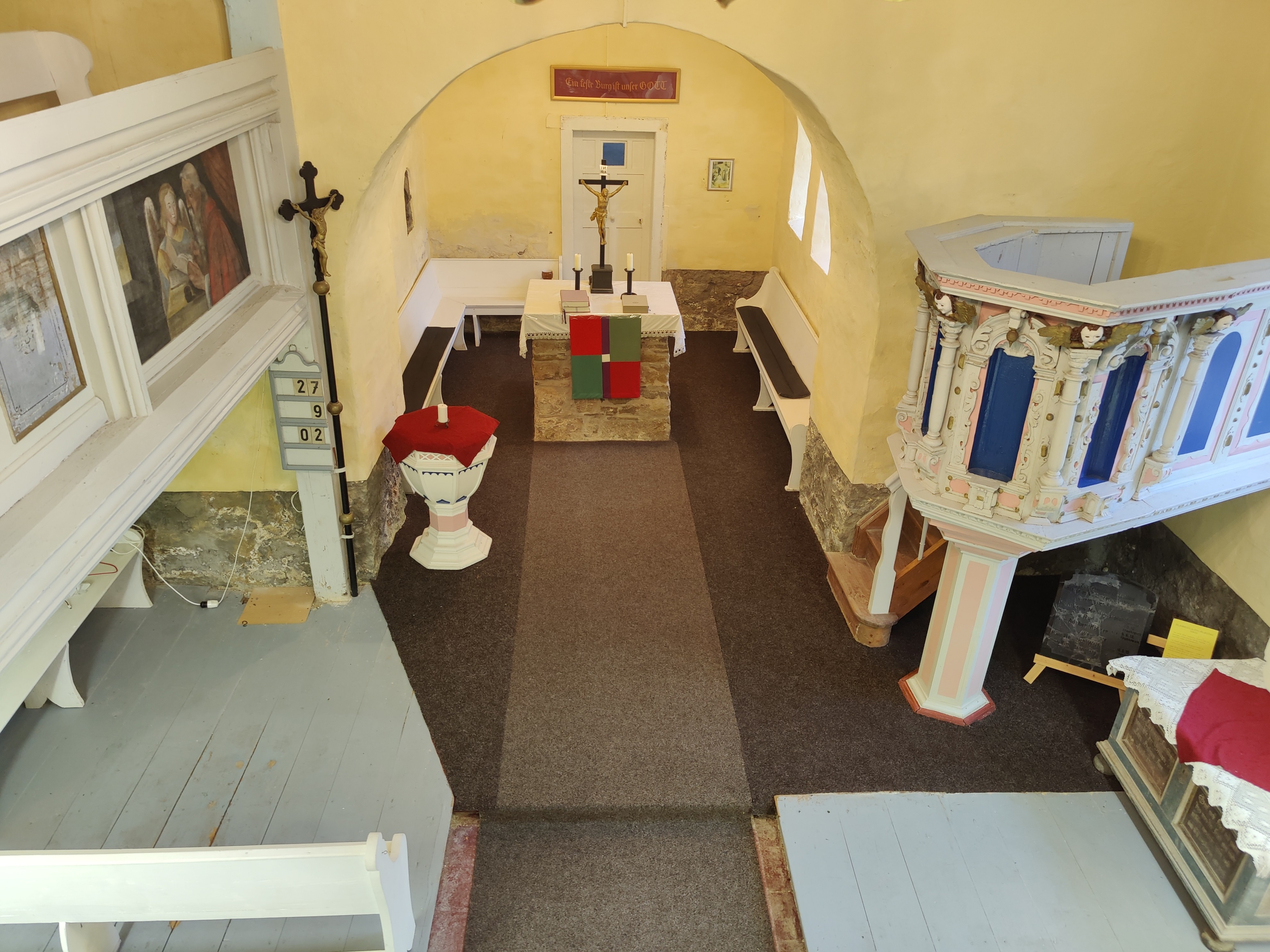
Innenansicht, Blick nach Osten

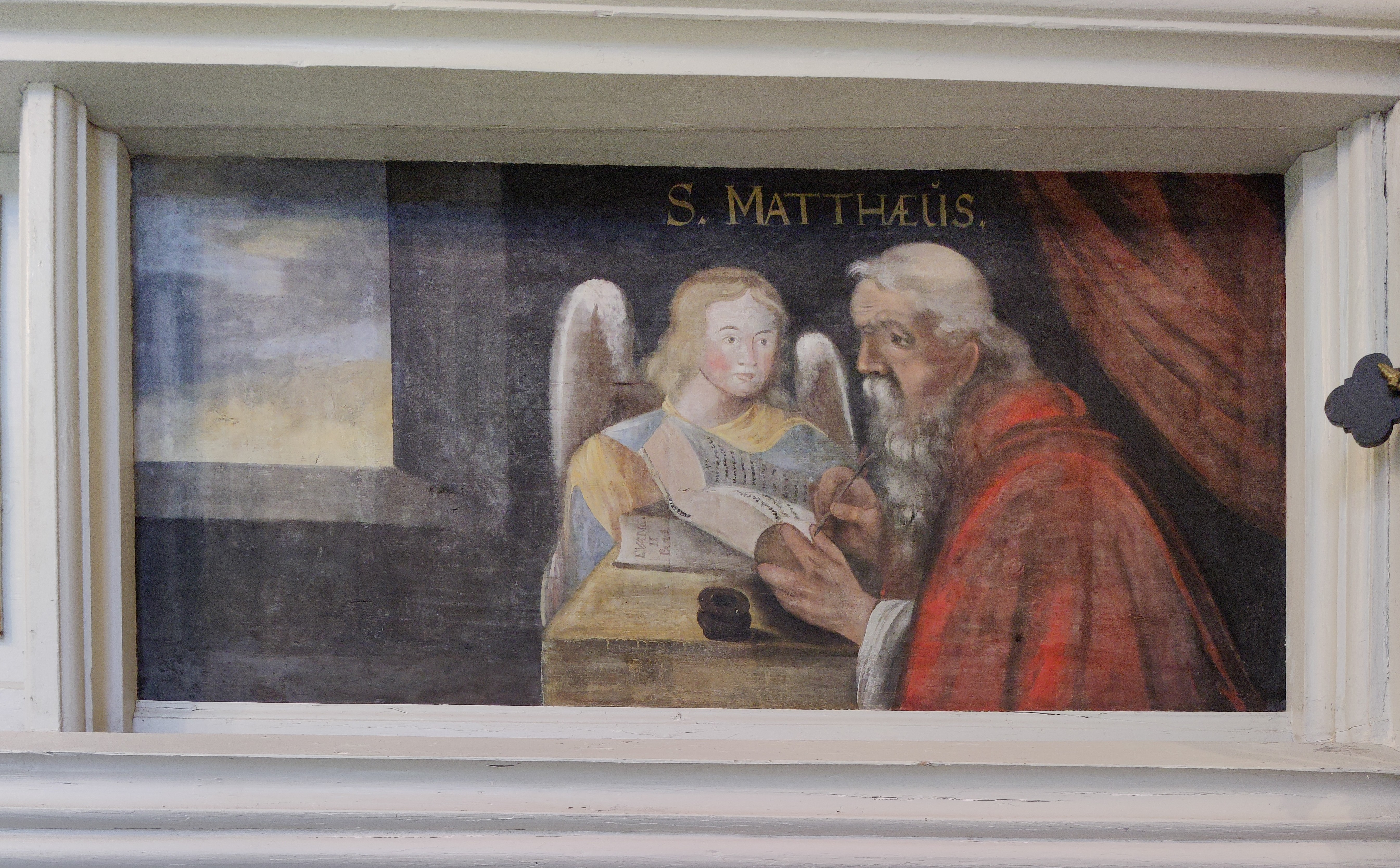
Restauriertes Emporengemälde

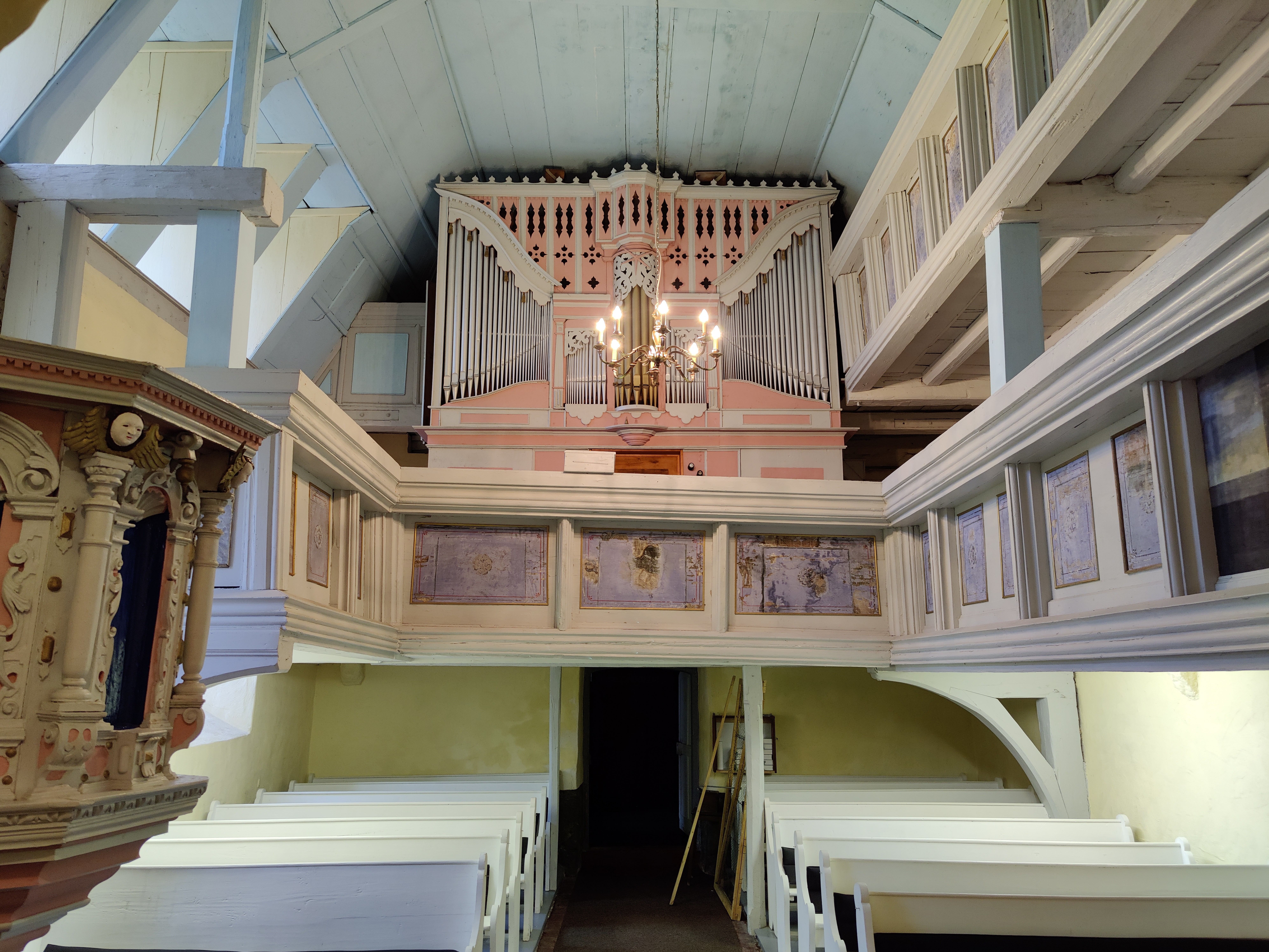
Innenansicht, Blick nach Westen

Die evangelisch-lutherische Filialkirche St. Maria Magdalena steht am Lindenplatz in Ettenhausen an der Nesse, einem Ortsteil der Gemeinde Hörselberg-Hainich im thüringischen Wartburgkreis. Sie trägt den Namen der Heiligen Maria Magdalena, die eine Begleiterin Jesu war. Die Kirchengemeinde Melborn mit dem Gemeindeteil Ettenhausen an der Nesse mit der Maria-Magdalenen-Kirche gehört zum Pfarrbereich Melborn I im Kirchenkreis Eisenach-Gerstungen der Evangelischen Kirche in Mitteldeutschland.

## Beschreibung
Die im Kern romanische Saalkirche mit Chorturm wurde 1554 umgebaut, wovon die Fensteröffnung mit Vierpass im Obergeschoss des Turms zeugt, sowie eine Inschrift im Gewände eines Fensters. 1706 kam es nochmals zu Umbauten, auf die vor allem die Kirchenausstattung zurückgeht. Der massive Turm, in dem sich eine Glocke von 1408 befindet, ist mit einer geschweiften Haube bedeckt, die mit Laterne bekrönt ist. An der Südseite des obersten, durch ein Gesims abgesetzten Geschoss des Turms ist ein gekuppeltes, von einem Dreipass überragtes, rechteckig gerahmtes Fenster. Das rechteckige Kirchenschiff ist mit einem Satteldach bedeckt. Der Innenraum hat eine Flachdecke mit abgeschrägten Seiten. An seiner Nordseite sind zweigeschossige Emporen. Der eingezogene Altarraum hinter dem romanischen Triumphbogen ist mit einem Tonnengewölbe überspannt. Der Korb der Kanzel von 1706 hat an den Ecken der Brüstung Säulen, deren Kapitelle mit Engelsköpfen verziert sind. In dem dazwischenliegenden Feld befinden sich barocke Ornamente.
Von den Malereien an den Emporen ist derzeit ein Feld mit der Darstellung des Evangelisten Matthäus freigelegt. Er wird von einem Engel begleitet. Aus dem frühen 18. Jahrhundert stammt die Kanzel, die mit Säulen und Engelköpfen verziert ist. In vier leeren Wandnischen standen einst Statuen der Evangelisten.

## Orgel
Die Orgel auf der eingeschossigen Empore im Westen hat neun Register, verteilt auf zwei Manuale und Pedal. Sie wurde im 18. Jahrhundert von einem unbekannten Orgelbauer errichtet. Derzeit ist sie nicht spielbar. Die Disposition lautet wie folgt:
| I Manual C–c3    |    |
| Lieblich Gedeckt | 8′ |
| Prinzipal        | 4′ |
| Octave           | 2′ |
| Mixtur IV        | 2′ |
| vacat            |    |

| II Manual C–c3 |    |
| Hohlfloet      | 8′ |
| Gambe          | 8′ |
| Fugaro         | 4′ |

| Pedal C–c1    |     |
| Subbass       | 16′ |
| Principalbass | 8′  |

- Koppeln: II/I, I/P
- Tremulant, Zimbelstern, Calcanten-Wecker